# Polystachya
Genre
Polystachya est un genre d'orchidées d'Afrique, d'Amérique et d'Asie tropicales.
Il a été décrit par William Jackson Hooker (Exot. Fl. 2(10): t. 103. 1824 [May 1824]).

## Liste des espèces, variétés et sous-espèces
Selon Catalogue of Life (10 septembre 2017) :
- Polystachya aconitiflora Summerh.
- Polystachya acridolens Summerh.
- Polystachya acuminata Summerh.
- Polystachya adansoniae Rchb.f.
- Polystachya aethiopica P.J.Cribb
- Polystachya affinis Lindl.
- Polystachya albescens Ridl.
- Polystachya alicjae Mytnik
- Polystachya alpina Lindl.
- Polystachya anastacialynae Eb.Fisch., Killmann, J.-P.Lebel & Delep.
- Polystachya anceps Ridl.
- Polystachya angularis Rchb.f.
- Polystachya anthoceros la Croix & P.J.Cribb
- Polystachya armeniaca la Croix & P.J.Cribb
- Polystachya asper P.J.Cribb & Podz.
- Polystachya aurantiaca Schltr.
- Polystachya bancoensis Burg
- Polystachya batkoi Szlach. & Olszewski
- Polystachya bella Summerh.
- Polystachya bennettiana Rchb.f.
- Polystachya bequaertii Summerh.
- Polystachya bicalcarata Kraenzl.
- Polystachya bicarinata Rendle
- Polystachya bifida Lindl.
- Polystachya bipoda Stévart
- Polystachya biteaui P.J.Cribb, la Croix & Stévart
- Polystachya boliviensis Schltr.
- Polystachya brassii Summerh.
- Polystachya bruechertiae Eb.Fisch., Killmann & J.-P.Lebel
- Polystachya brugeana Geerinck
- Polystachya caduca Rchb.f.
- Polystachya caespitifica Kraenzl.
- Polystachya caespitosa Barb.Rodr.
- Polystachya calluniflora Kraenzl.
- Polystachya caloglossa Rchb.f.
- Polystachya camaridioides Summerh.
- Polystachya campyloglossa Rolfe
- Polystachya canaliculata Summerh.
- Polystachya candida Kraenzl.
- Polystachya carnosa P.J.Cribb & Podz.
- Polystachya caudata Summerh.
- Polystachya cerea Lindl.
- Polystachya cingulata Rchb.f. ex Kraenzl.
- Polystachya clareae Hermans
- Polystachya clavata Lindl.
- Polystachya concreta (Jacq.) Garay & H.R.Sweet
- Polystachya confusa Rolfe
- Polystachya cooperi Summerh.
- Polystachya coriscensis Rchb.f.
- Polystachya cornigera Schltr.
- Polystachya cribbiana Geerinck
- Polystachya cultriformis (Thouars) Lindl. ex Spreng.
- Polystachya dalzielii Summerh.
- Polystachya dendrobiiflora Rchb.f.
- Polystachya dewanckeliana Geerinck
- Polystachya disiformis P.J.Cribb
- Polystachya disticha Rolfe
- Polystachya doggettii Rendle & Rolfe
- Polystachya dolichophylla Schltr.
- Polystachya elastica Lindl.
- Polystachya elatior (Rchb.f.) Peraza & Carnevali
- Polystachya elegans Rchb.f.
- Polystachya engongensis Stévart & Droissart
- Polystachya epiphytica De Wild.
- Polystachya erythrocephala Summerh.
- Polystachya eurychila Summerh.
- Polystachya eurygnatha Summerh.
- Polystachya expansa Ridl.
- Polystachya fabriana Geerinck
- Polystachya fallax Kraenzl.
- Polystachya fischeri Rchb.f. ex Kraenzl.
- Polystachya foliosa (Hook.) Rchb.f.
- Polystachya fractiflexa Summerh.
- Polystachya fulvilabia Schltr.
- Polystachya fusiformis (Thouars) Lindl.
- Polystachya galeata (Sw.) Rchb.f.
- Polystachya geniculata Summerh.
- Polystachya geraensis Barb.Rodr.
- Polystachya goetzeana Kraenzl.
- Polystachya golungensis Rchb.f.
- Polystachya gracilenta Kraenzl.
- Polystachya greatrexii Summerh.
- Polystachya haroldiana Rolfe
- Polystachya hastata Summerh.
- Polystachya heckeliana Schltr.
- Polystachya heckmanniana Kraenzl.
- Polystachya henrici Schltr.
- Polystachya hoehneana Kraenzl.
- Polystachya holmesiana P.J.Cribb
- Polystachya hologlossa (P.J.Cribb & la Croix) Szlach. & Olszewski
- Polystachya holstii Kraenzl.
- Polystachya humbertii H.Perrier
- Polystachya isabelae Mytnik
- Polystachya isochiloides Summerh.
- Polystachya johnstonii Rolfe
- Polystachya kaluluensis P.J.Cribb & la Croix
- Polystachya kermesina Kraenzl.
- Polystachya kingii Summerh.
- Polystachya kornasiana Szlach. & Olszewski
- Polystachya kubalae Szlach. & Olszewski
- Polystachya kupensis P.J.Cribb & B.J.Pollard
- Polystachya lacroixiana Geerinck
- Polystachya laurentii De Wild.
- Polystachya lawalreeana Geerinck
- Polystachya lawrenceana Kraenzl.
- Polystachya laxa R.Schust.
- Polystachya laxiflora Lindl.
- Polystachya lejolyana Stévart
- Polystachya leonardiana Geerinck
- Polystachya leonensis Rchb.f.
- Polystachya letouzeyana Szlach. & Olszewski
- Polystachya leucosepala P.J.Cribb
- Polystachya ligulifolia Summerh.
- Polystachya lindblomii Schltr.
- Polystachya lineata Rchb.f.
- Polystachya longiscapa Summerh.
- Polystachya lukwangulensis P.J.Cribb
- Polystachya macropoda Summerh.
- Polystachya maculata P.J.Cribb
- Polystachya mafingensis P.J.Cribb
- Polystachya magnibracteata P.J.Cribb
- Polystachya malilaensis Schltr.
- Polystachya masayensis Rchb.f.
- Polystachya mazumbaiensis P.J.Cribb & Podz.
- Polystachya melanantha Schltr.
- Polystachya melliodora P.J.Cribb
- Polystachya meyeri P.J.Cribb & Podz.
- Polystachya microbambusa Kraenzl.
- Polystachya mildbraedii Kraenzl.
- Polystachya minima Rendle
- Polystachya modesta Rchb.f.
- Polystachya monolenis Summerh.
- Polystachya monophylla Schltr.
- Polystachya moniquetiana Stévart & Geerinck
- Polystachya moreauae P.J.Cribb & Podz.
- Polystachya mukandaensis De Wild.
- Polystachya mystacioides De Wild.
- Polystachya mzuzuensis P.J.Cribb & la Croix
- Polystachya nebulicola G.McDonald & McMurtry
- Polystachya neobenthamia Schltr.
- Polystachya ngomensis G.McDonald & McMurtry
- Polystachya nyanzensis Rendle
- Polystachya obanensis Rendle
- Polystachya oblanceolata Summerh.
- Polystachya odorata Lindl.
- Polystachya oligantha Schltr.
- Polystachya oreocharis Schltr.
- Polystachya ottoniana Rchb.f.
- Polystachya pachychila Summerh.
- Polystachya pamelae Eb.Fisch., Killmann & Nsanz.
- Polystachya paniculata (Sw.) Rolfe
- Polystachya parva Summerh.
- Polystachya parviflora Summerh.
- Polystachya paulensis Rchb.f.
- Polystachya pergibbosa H.Perrier
- Polystachya perrieri Schltr.
- Polystachya piersii P.J.Cribb
- Polystachya pinicola Barb.Rodr.
- Polystachya pobeguinii (Finet) Rolfe
- Polystachya pocsii P.J.Cribb
- Polystachya poikilantha Kraenzl.
- Polystachya polychaete Kraenzl.
- Polystachya porphyrochila J.Stewart
- Polystachya praecipitis Summerh.
- Polystachya principia Stévart & P.J.Cribb
- Polystachya proterantha P.J.Cribb
- Polystachya pseudodisa Kraenzl.
- Polystachya puberula Lindl.
- Polystachya pubescens (Lindl.) Rchb.f.
- Polystachya pudorina P.J.Cribb
- Polystachya purpureobracteata P.J.Cribb & la Croix
- Polystachya pyramidalis Lindl.
- Polystachya ramulosa Lindl.
- Polystachya reflexa Lindl.
- Polystachya reticulata Stévart & Droissart
- Polystachya retusiloba Summerh.
- Polystachya rhodochila Schltr.
- Polystachya rhodoptera Rchb.f.
- Polystachya riomuniensis Stévart & Nguema
- Polystachya rivae Schweinf.
- Polystachya rolfeana Kraenzl.
- Polystachya rosea Ridl.
- Polystachya rosellata Ridl.
- Polystachya rugosilabia Summerh.
- Polystachya ruwenzoriensis Rendle
- Polystachya rydingii Baranow & Mytnik
- Polystachya saccata (Finet) Rolfe
- Polystachya samilae Eb.Fisch., Killmann, J.-P.Lebel & Delep.
- Polystachya sandersonii Harv.
- Polystachya seidenfadeniana Mytnik & Baranow
- Polystachya serpentina P.J.Cribb
- Polystachya seticaulis Rendle
- Polystachya setifera Lindl.
- Polystachya shega Kraenzl.
- Polystachya simacoana Schltr.
- Polystachya simplex Rendle
- Polystachya songaniensis G.Will.
- Polystachya sosefii Baranow & Mytnik
- Polystachya spatella Kraenzl.
- Polystachya stauroglossa Kraenzl.
- Polystachya stenophylla Schltr.
- Polystachya steudneri Rchb.f.
- Polystachya stewartiana Geerinck
- Polystachya stodolnyi Szlach. & Olszewski
- Polystachya stuhlmannii Kraenzl.
- Polystachya suaveolens P.J.Cribb
- Polystachya subdiphylla Summerh.
- Polystachya subulata Finet
- Polystachya subumbellata P.J.Cribb & Podz.
- Polystachya superposita Rchb.f.
- Polystachya supfiana Schltr.
- Polystachya teitensis P.J.Cribb
- Polystachya tenella Summerh.
- Polystachya tenuissima Kraenzl.
- Polystachya testuana Summerh.
- Polystachya thomensis Summerh.
- Polystachya transvaalensis Schltr.
- Polystachya tridentata Summerh.
- Polystachya troupiniana Geerinck
- Polystachya tsaratananae H.Perrier
- Polystachya tsinjoarivensis H.Perrier
- Polystachya uluguruensis P.J.Cribb & Podz.
- Polystachya undulata P.J.Cribb & Podz.
- Polystachya vaginata Summerh.
- Polystachya valentina la Croix & P.J.Cribb
- Polystachya victoriae Kraenzl.
- Polystachya villosa Rolfe
- Polystachya virescens Ridl.
- Polystachya virginea Summerh.
- Polystachya vulcanica Kraenzl.
- Polystachya walravensiana Geerinck & Arbonn.
- Polystachya waterlotii Guillaumin
- Polystachya wightii Rchb.f.
- Polystachya winigeri Eb.Fisch. & Killmann
- Polystachya woosnamii Rendle
- Polystachya xerophila Kraenzl.
- Polystachya zambesiaca Rolfe
- Polystachya zuluensis L.Bolus

Selon GRIN (10 septembre 2017) :
- Polystachya concreta (Jacq.) Garay & H. R. Sweet
- Polystachya cultriformis Lindl. ex Spreng.
- Polystachya oligophylla Schltr.
- Polystachya rivae Schweinf.

Selon ITIS (10 septembre 2017) :
- Polystachya concreta (Jacq.) Garay & H.R. Sweet
- Polystachya foliosa (Hook.) Rchb. f.

Selon World Checklist of Selected Plant Families (WCSP) (10 septembre 2017) :
- Polystachya aconitiflora Summerh. (1942)
- Polystachya acridolens Summerh. (1947 publ. 1948)
- Polystachya acuminata Summerh. (1947 publ. 1948)
- Polystachya adansoniae Rchb.f. (1865)
- Polystachya aethiopica P.J.Cribb (1978)
- Polystachya affinis Lindl. (1830)
- Polystachya albescens Ridl. (1887)
  - sous-espèce Polystachya albescens subsp. albescens
  - sous-espèce Polystachya albescens subsp. angustifolia (Summerh.) Summerh. (1958)
  - sous-espèce Polystachya albescens subsp. imbricata (Rolfe) Summerh. (1958)
  - sous-espèce Polystachya albescens subsp. kraenzlinii (Rolfe) Summerh. (1958)
  - sous-espèce Polystachya albescens subsp. manengouba W.Sanford (2001)
  - sous-espèce Polystachya albescens subsp. musozensis (Rendle) Summerh. (1958)
  - sous-espèce Polystachya albescens subsp. polyphylla (Summerh.) Stévart, Adansonia, sér. 3 (2004)
  - sous-espèce Polystachya albescens subsp. principensis Stévart (2000)
- Polystachya alicjae Mytnik (2011)
- Polystachya alpina Lindl., J. Proc. Linn. Soc. (1862)
- Polystachya anastacialynae Eb.Fisch., Killmann, J.-P.Lebel & Delep. (2010)
- Polystachya anceps Ridl., J. Linn. Soc. (1885)
- Polystachya angularis Rchb.f. (1867)
- Polystachya anthoceros la Croix & P.J.Cribb (1996)
- Polystachya armeniaca la Croix & P.J.Cribb (1996)
- Polystachya asper P.J.Cribb & Podz. (1979)
- Polystachya aurantiaca Schltr., Ann. Mus. Colon. Marseille, sér. 3 (1913)
- Polystachya bamendae Szlach., Baranow & Mytnik (2013)
- Polystachya bancoensis Burg (1980)
- Polystachya batkoi Szlach. & Olszewski (2001)
- Polystachya bella Summerh. (1960)
- Polystachya bennettiana Rchb.f. (1881)
- Polystachya bequaertii Summerh. (1947 publ. 1948)
- Polystachya bicalcarata Kraenzl. (1905)
- Polystachya bicarinata Rendle, J. Linn. Soc. (1908)
- Polystachya bifida Lindl., J. Proc. Linn. Soc. (1862)
- Polystachya bipoda Stévart, Adansonia, sér. 3 (2004)
- Polystachya biteaui P.J.Cribb, la Croix & Stévart (1999 publ. 2000)
- Polystachya boliviensis Schltr. (1913)
- Polystachya brassii Summerh. (1954)
- Polystachya bruechertiae Eb.Fisch., Killmann & J.-P.Lebel (2009)
- Polystachya brugeana Geerinck (1979)
- Polystachya caduca Rchb.f. (1881)
- Polystachya caespitifica Kraenzl. (1895)
  - sous-espèce Polystachya caespitifica subsp. caespitifica
  - sous-espèce Polystachya caespitifica subsp. hollandii (L.Bolus) P.J.Cribb & Podz. (1979)
  - sous-espèce Polystachya caespitifica subsp. latilabris (Summerh.) P.J.Cribb & Podz. (1979)
- Polystachya caespitosa Barb.Rodr. (1882)
- Polystachya calluniflora Kraenzl. (1900)
- Polystachya caloglossa Rchb.f. (1881)
- Polystachya camaridioides Summerh. (1957)
- Polystachya campyloglossa Rolfe (1909)
- Polystachya canaliculata Summerh. (1945)
- Polystachya candida Kraenzl. (1926)
- Polystachya carnosa P.J.Cribb & Podz. (1979)
- Polystachya caudata Summerh. (1947 publ. 1948)
- Polystachya cerea Lindl. (1840)
- Polystachya cingulata Rchb.f. ex Kraenzl. (1926)
- Polystachya clareae Hermans (2003)
- Polystachya clavata Lindl. (1842)
- Polystachya concreta (Jacq.) Garay & H.R.Sweet (1974)
- Polystachya confusa Rolfe (1897)
- Polystachya cooperi Summerh. (1964)
- Polystachya coriscensis Rchb.f. (1881)
- Polystachya cornigera Schltr. (1925)
  - variété Polystachya cornigera var. cornigera
  - variété Polystachya cornigera var. integrilabia Senghas, Adansonia, n.s. (1964)
- Polystachya cribbiana Geerinck (1980)
- Polystachya cultriformis (Thouars) Lindl. ex Spreng. (1826)
- Polystachya dalzielii Summerh. (1927)
- Polystachya dendrobiiflora Rchb.f. (1881)
- Polystachya dewanckeliana Geerinck (1979)
- Polystachya disiformis P.J.Cribb (1978)
- Polystachya disticha Rolfe (1891)
- Polystachya doggettii Rendle & Rolfe, J. Linn. Soc. (1908)
- Polystachya dolichophylla Schltr. (1905)
- Polystachya editae Eb.Fisch., Killmann, J.-P.Lebel, Delep. & Nzigid. (2016)
- Polystachya elastica Lindl., J. Proc. Linn. Soc. (1862)
- Polystachya elatior (Rchb.f.) Peraza & Carnevali (2012)
- Polystachya elegans Rchb.f. (1881)
- Polystachya engongensis Stévart & Droissart, Adansonia, sér. 3 (2007)
- Polystachya epiphytica De Wild., Ann. Mus. Congo Belge, Bot., sér. 4 (1903)
- Polystachya erica-lanzae Eb.Fisch., Killmann, J.-P.Lebel & Delep. (2012)
- Polystachya erythrocephala Summerh. (1931)
- Polystachya eurychila Summerh. (1939)
- Polystachya eurygnatha Summerh. (1949)
- Polystachya expansa Ridl. (1887)
- Polystachya fabriana Geerinck (1986)
- Polystachya fallax Kraenzl. (1926)
- Polystachya fischeri Rchb.f. ex Kraenzl. (1926)
- Polystachya foliosa (Hook.) Rchb.f. (1863)
- Polystachya fractiflexa Summerh. (1956)
- Polystachya fulvilabia Schltr. (1918)
- Polystachya fusiformis (Thouars) Lindl. (1824)
- Polystachya galeata (Sw.) Rchb.f. (1863)
- Polystachya geniculata Summerh. (1956)
- Polystachya geraensis Barb.Rodr. (1882)
- Polystachya goetzeana Kraenzl. (1901)
- Polystachya golungensis Rchb.f. (1865)
- Polystachya gracilenta Kraenzl. (1894)
- Polystachya greatrexii Summerh. (1966)
- Polystachya haroldiana Rolfe (1905)
- Polystachya hastata Summerh. (1953)
- Polystachya heckeliana Schltr., Ann. Mus. Colon. Marseille, sér. 3 (1913)
- Polystachya heckmanniana Kraenzl. (1900)
- Polystachya henrici Schltr. (1924)
- Polystachya hoehneana Kraenzl. (1926)
- Polystachya holmesiana P.J.Cribb (1977)
- Polystachya hologlossa (P.J.Cribb & la Croix) Szlach. & Olszewski (2001)
- Polystachya holstii Kraenzl. (1896)
- Polystachya humbertii H.Perrier (1936)
- Polystachya isabelae Mytnik (2011)
- Polystachya isochiloides Summerh. (1939)
- Polystachya johnstonii Rolfe (1897)
  - variété Polystachya johnstonii var. johnstonii
  - variété Polystachya johnstonii var. roseopurpurea la Croix & P.J.Cribb (1997)
- Polystachya jubaultii Pailler (2012)
- Polystachya kaluluensis P.J.Cribb & la Croix (1991)
- Polystachya kermesina Kraenzl. (1909)
- Polystachya kingii Summerh. (1964)
- Polystachya kornasiana Szlach. & Olszewski (2001)
- Polystachya kubalae Szlach. & Olszewski (2001)
- Polystachya kupensis P.J.Cribb & B.J.Pollard (2002)
- Polystachya lacroixiana Geerinck (1993 publ. 1994)
- Polystachya laurentii De Wild. (1903)
- Polystachya lawalreeana Geerinck (1979)
- Polystachya lawrenceana Kraenzl., Gard. Chron., ser. 3 (1893)
- Polystachya laxa R.Schust. (1967)
- Polystachya laxiflora Lindl., J. Proc. Linn. Soc. (1862)
- Polystachya lejolyana Stévart, Adansonia, sér. 3 (2004)
- Polystachya leonardiana Geerinck (1979)
- Polystachya leonensis Rchb.f. (1881)
- Polystachya letouzeyana Szlach. & Olszewski (2001)
- Polystachya leucosepala P.J.Cribb (1978)
- Polystachya ligulifolia Summerh. (1953)
- Polystachya lindblomii Schltr. (1922)
- Polystachya lineata Rchb.f. (1872)
- Polystachya longiscapa Summerh. (1934)
- Polystachya lukwangulensis P.J.Cribb (1978)
- Polystachya macropoda Summerh. (1953)
- Polystachya maculata P.J.Cribb (1984)
- Polystachya mafingensis P.J.Cribb (1983)
- Polystachya magnibracteata P.J.Cribb (1978)
- Polystachya malilaensis Schltr. (1915)
- Polystachya masayensis Rchb.f. (1855)
- Polystachya mazumbaiensis P.J.Cribb & Podz. (1978)
- Polystachya melanantha Schltr. (1899)
- Polystachya melliodora P.J.Cribb (1983)
- Polystachya meyeri P.J.Cribb & Podz. (1978)
- Polystachya microbambusa Kraenzl. (1926)
- Polystachya mildbraedii Kraenzl. (1909)
  - variété Polystachya mildbraedii var. angustifolia (Summerh.) Geerinck (1988)
  - variété Polystachya mildbraedii var. mildbraedii
- Polystachya minima Rendle (1895)
- Polystachya modesta Rchb.f. (1867)
- Polystachya moniquetiana Stévart & Geerinck (2003)
- Polystachya monolenis Summerh. (1935)
- Polystachya monophylla Schltr. (1916)
- Polystachya moreauae P.J.Cribb & Podz. (1978)
- Polystachya mukandaensis De Wild. (1903)
- Polystachya mystacioides De Wild. (1903)
- Polystachya mzuzuensis P.J.Cribb & la Croix (1991)
- Polystachya × nebulicola G.McDonald & McMurtry (2008)
- Polystachya neobenthamia Schltr. (1903)
- Polystachya ngomensis G.McDonald & McMurtry (2008)
- Polystachya nyanzensis Rendle, J. Linn. Soc. (1905)
- Polystachya obanensis Rendle (1913)
- Polystachya oblanceolata Summerh. (1956)
- Polystachya odorata Lindl., J. Proc. Linn. Soc. (1862)
  - sous-espèce Polystachya odorata subsp. gabonensis (Summerh.) Stévart, Adansonia, sér. 3 (2004)
  - sous-espèce Polystachya odorata subsp. odorata
  - sous-espèce Polystachya odorata subsp. trilepidis (Summerh.) Stévart, Adansonia, sér. 3 (2004)
- Polystachya oreocharis Schltr. (1924)
- Polystachya orophila Stévart & E.Bidault (2016)
- Polystachya ottoniana Rchb.f. (1855)
- Polystachya pachychila Summerh. (1953)
- Polystachya pamelae Eb.Fisch., Killmann & Nsanz. (2008)
- Polystachya paniculata (Sw.) Rolfe (1897)
- Polystachya parva Summerh. (1942)
- Polystachya parviflora Summerh. (1937)
- Polystachya paulensis Rchb.f. (1863)
- Polystachya pergibbosa H.Perrier (1951)
- Polystachya perrieri Schltr. (1916)
- Polystachya piersii P.J.Cribb (1983)
- Polystachya pinicola Barb.Rodr. (1882)
- Polystachya pobeguinii (Finet) Rolfe (1918)
- Polystachya pocsii P.J.Cribb (1992)
- Polystachya poikilantha Kraenzl. (1909)
  - variété Polystachya poikilantha var. leucorhoda (Kraenzl.) P.J.Cribb & Podz. (1979)
  - variété Polystachya poikilantha var. poikilantha
- Polystachya polychaete Kraenzl. (1893)
- Polystachya porphyrochila J.Stewart (1973)
- Polystachya praecipitis Summerh. (1942)
- Polystachya principia Stévart & P.J.Cribb (2004)
- Polystachya proterantha P.J.Cribb (1978)
- Polystachya pseudodisa Kraenzl. (1926)
- Polystachya puberula Lindl. (1825)
- Polystachya pubescens (Lindl.) Rchb.f. (1863)
- Polystachya pudorina P.J.Cribb (1978)
- Polystachya purpureobracteata P.J.Cribb & la Croix (1991)
- Polystachya pyramidalis Lindl., J. Proc. Linn. Soc. (1862)
- Polystachya ramulosa Lindl. (1838)
- Polystachya reflexa Lindl. (1841)
- Polystachya reticulata Stévart & Droissart, Adansonia, sér. 3 (2007)
- Polystachya retusiloba Summerh. (1931)
- Polystachya rhodochila Schltr. (1916)
- Polystachya rhodoptera Rchb.f. (1858)
- Polystachya riomuniensis Stévart & Nguema, Adansonia, sér. 3 (2004)
- Polystachya rivae Schweinf. (1894)
- Polystachya rolfeana Kraenzl. (1900)
- Polystachya rosea Ridl., J. Linn. Soc. (1885)
- Polystachya rosellata Ridl., J. Linn. Soc. (1883)
- Polystachya rugosilabia Summerh. (1947 publ. 1948)
- Polystachya ruwenzoriensis Rendle (1895)
- Polystachya rydingii Baranow & Mytnik (2009)
- Polystachya saccata (Finet) Rolfe (1918)
- Polystachya samilae Eb.Fisch., Killmann, J.-P.Lebel & Delep. (2010)
- Polystachya sandersonii Harv. (1863)
- Polystachya seidenfadeniana Mytnik & Baranow (2010)
- Polystachya serpentina P.J.Cribb (1978)
- Polystachya seticaulis Rendle (1913)
- Polystachya setifera Lindl., J. Proc. Linn. Soc. (1862)
- Polystachya shega Kraenzl. (1895)
- Polystachya simplex Rendle (1895)
- Polystachya songaniensis G.Will. (1982)
- Polystachya sosefii Baranow & Mytnik (2009)
- Polystachya spatella Kraenzl. (1894)
- Polystachya stauroglossa Kraenzl. (1895)
  - variété Polystachya stauroglossa var. alata Geerinck (1993 publ. 1994)
  - variété Polystachya stauroglossa var. stauroglossa
- Polystachya stenophylla Schltr. (1925)
- Polystachya steudneri Rchb.f. (1881)
- Polystachya stewartiana Geerinck (1986)
- Polystachya stodolnyi Szlach. & Olszewski (2001)
- Polystachya stuhlmannii Kraenzl. (1895)
- Polystachya suaveolens P.J.Cribb (1978)
- Polystachya subdiphylla Summerh. (1942)
- Polystachya subulata Finet (1911)
- Polystachya subumbellata P.J.Cribb & Podz. (1978)
- Polystachya superposita Rchb.f. (1881)
- Polystachya supfiana Schltr. (1905)
- Polystachya teitensis P.J.Cribb (1978)
- Polystachya tenella Summerh. (1942)
- Polystachya tenuissima Kraenzl. (1894)
- Polystachya testuana Summerh. (1960)
- Polystachya thomensis Summerh., Bull. Inst. Fondam. Afrique Noire, Sér. A (1959)
- Polystachya transvaalensis Schltr. (1895)
  - sous-espèce Polystachya transvaalensis subsp. kahuziana Mytnik (2011)
  - sous-espèce Polystachya transvaalensis subsp. transvaalensis
- Polystachya tridentata Summerh. (1953)
- Polystachya troupiniana Geerinck (1979)
- Polystachya tsaratananae H.Perrier (1936)
- Polystachya tsinjoarivensis H.Perrier (1936)
- Polystachya uluguruensis P.J.Cribb & Podz. (1978)
- Polystachya undulata P.J.Cribb & Podz. (1978)
- Polystachya vaginata Summerh. (1947 publ. 1948)
- Polystachya valentina la Croix & P.J.Cribb (1996)
- Polystachya victoriae Kraenzl. (1900)
- Polystachya villosa Rolfe (1894)
- Polystachya virescens Ridl., J. Linn. Soc. (1885)
- Polystachya virginea Summerh. (1942)
  - variété Polystachya virginea var. parva Geerinck (1993 publ. 1994)
  - variété Polystachya virginea var. virginea
- Polystachya vulcanica Kraenzl. (1923)
- Polystachya walravensiana Geerinck & Arbonn. (1996 publ. 1997)
- Polystachya waterlotii Guillaumin (1928)
- Polystachya wightii Rchb.f. (1863)
- Polystachya winigeri Eb.Fisch. & Killmann (2007 publ. 2008)
- Polystachya woosnamii Rendle, J. Linn. Soc. (1908)
  - variété Polystachya woosnamii var. nyungweensis Delep. & J.-P.Lebel (2001)
  - variété Polystachya woosnamii var. woosnamii
- Polystachya xerophila Kraenzl. (1904)
- Polystachya zambesiaca Rolfe (1895)
- Polystachya zuluensis L.Bolus (1939)

Selon NCBI (10 septembre 2017) :
- Polystachya adansoniae
- Polystachya affinis
- Polystachya albescens
  - sous-espèce Polystachya albescens subsp. imbricata
- Polystachya alpina
- Polystachya anceps
- Polystachya bancoensis
- Polystachya bella
- Polystachya bennettiana
- Polystachya bicalcarata
- Polystachya bicarinata
- Polystachya bifida
- Polystachya caespitifica
  - sous-espèce Polystachya caespitifica subsp. latilabris
- Polystachya calluniflora
- Polystachya caloglossa
- Polystachya campyloglossa
- Polystachya clareae
- Polystachya concreta
- Polystachya confusa
- Polystachya coriscensis
- Polystachya cornigera
- Polystachya cultriformis
- Polystachya dendrobiiflora
- Polystachya dolichophylla
- Polystachya elegans
- Polystachya eurychila
- Polystachya eurygnatha
- Polystachya fallax
- Polystachya fischeri
- Polystachya foliosa
- Polystachya fulvilabia
- Polystachya fusiformis
- Polystachya galeata
- Polystachya goetzeana
- Polystachya golungensis
- Polystachya henrici
- Polystachya holstii
- Polystachya humbertii
- Polystachya inconspicua
- Polystachya johnstonii
- Polystachya kermesina
- Polystachya laurentii
- Polystachya lawrenceana
- Polystachya laxiflora
- Polystachya lindblomii
- Polystachya longiscapa
- Polystachya maculata
- Polystachya masayensis
- Polystachya mauritiana
- Polystachya melanantha
- Polystachya melliodora
- Polystachya modesta
- Polystachya monophylla
- Polystachya neobenthamia
- Polystachya nyanzensis
- Polystachya odorata
- Polystachya oreocharis
- Polystachya ottoniana
- Polystachya pachychila
- Polystachya paniculata
- Polystachya piersii
- Polystachya pinicola
- Polystachya poikilantha
  - variété Polystachya poikilantha var. leucorhoda
- Polystachya polychaete
- Polystachya pubescens
- Polystachya purpureobracteata
- Polystachya pyramidalis
- Polystachya ramulosa
- Polystachya rhodoptera
- Polystachya rosea
- Polystachya seticaulis
- Polystachya setifera
- Polystachya spatella
- Polystachya stenophylla
- Polystachya steudneri
- Polystachya supfiana
- Polystachya tayloriana
- Polystachya tenella
- Polystachya tenuissima
- Polystachya tessellata
- Polystachya thomensis
- Polystachya transvaalensis
- Polystachya tsaratananae
- Polystachya tsinjoarivensis
- Polystachya undulata
- Polystachya vaginata
- Polystachya villosa
- Polystachya virescens
- Polystachya virginea
- Polystachya vulcanica
  - variété Polystachya vulcanica var. aconitiflora
- Polystachya zambesiaca

Selon The Plant List (10 septembre 2017) :
- Polystachya abbreviata Rchb.f.
- Polystachya acridolens Summerh.
- Polystachya acuminata Summerh.
- Polystachya adansoniae Rchb.f.
- Polystachya aethiopica P.J.Cribb
- Polystachya affinis Lindl.
- Polystachya albescens Ridl.
- Polystachya alpina Lindl.
- Polystachya anastacialynae Eb.Fisch., Killmann, J.-P.Lebel & Delep.
- Polystachya anceps Ridl.
- Polystachya angularis Rchb.f.
- Polystachya anthoceros la Croix & P.J.Cribb
- Polystachya armeniaca la Croix & P.J.Cribb
- Polystachya asper P.J.Cribb & Podz.
- Polystachya aurantiaca Schltr.
- Polystachya bancoensis Burg
- Polystachya batkoi Szlach. & Olszewski
- Polystachya bella Summerh.
- Polystachya bennettiana Rchb.f.
- Polystachya bequaertii Summerh.
- Polystachya bicalcarata Kraenzl.
- Polystachya bicarinata Rendle
- Polystachya bifida Lindl.
- Polystachya bipoda Stévart
- Polystachya biteaui P.J.Cribb, la Croix & Stévart
- Polystachya boliviensis Schltr.
- Polystachya bradei Schltr. ex Mansf.
- Polystachya brassii Summerh.
- Polystachya bruechertiae Eb.Fisch., Killmann & J.-P.Lebel
- Polystachya brugeana Geerinck
- Polystachya caduca Rchb.f.
- Polystachya caespitifica Kraenzl.
- Polystachya caespitosa Barb.Rodr.
- Polystachya calluniflora Kraenzl.
- Polystachya caloglossa Rchb.f.
- Polystachya camaridioides Summerh.
- Polystachya campyloglossa Rolfe
- Polystachya canaliculata Summerh.
- Polystachya candida Kraenzl.
- Polystachya carnosa P.J.Cribb & Podz.
- Polystachya caudata Summerh.
- Polystachya cavanayensis Garay & Dunst.
- Polystachya clareae Hermans
- Polystachya compereana Geerinck
- Polystachya concreta (Jacq.) Garay & H.R.Sweet
- Polystachya confusa Rolfe
- Polystachya cooperi Summerh.
- Polystachya coriscensis Rchb.f.
- Polystachya cornigera Schltr.
- Polystachya couloniana Geerinck & Arbonn.
- Polystachya crassifolia Schltr.
- Polystachya cribbiana Geerinck
- Polystachya cultriformis (Thouars) Lindl. ex Spreng.
- Polystachya dagremondiana Kraenzl.
- Polystachya dalzielii Summerh.
- Polystachya dendrobiiflora Rchb.f.
- Polystachya dewanckeliana Geerinck
- Polystachya disiformis P.J.Cribb
- Polystachya disticha Rolfe
- Polystachya doggettii Rendle & Rolfe
- Polystachya dolichophylla Schltr.
- Polystachya elastica Lindl.
- Polystachya elegans Rchb.f.
- Polystachya engongensis Stévart & Droissart
- Polystachya epiphytica De Wild.
- Polystachya erythrocephala Summerh.
- Polystachya estrellensis Rchb.f.
- Polystachya eurychila Summerh.
- Polystachya eurygnatha Summerh.
- Polystachya euspatha Kraenzl.
- Polystachya excelsa Kraenzl.
- Polystachya expansa Ridl.
- Polystachya fabriana Geerinck
- Polystachya fallax Kraenzl.
- Polystachya fariae Campacci
- Polystachya farinosa Kraenzl.
- Polystachya fischeri Rchb.f. ex Kraenzl.
- Polystachya foliosa (Hook.) Rchb.f.
- Polystachya fractiflexa Summerh.
- Polystachya fulvilabia Schltr.
- Polystachya fusiformis (Thouars) Lindl.
- Polystachya gabonensis Summerh.
- Polystachya galeata (Sw.) Rchb.f.
- Polystachya geniculata Summerh.
- Polystachya geraensis Barb.Rodr.
- Polystachya goetzeana Kraenzl.
- Polystachya golungensis Rchb.f.
- Polystachya gracilenta Kraenzl.
- Polystachya greatrexii Summerh.
- Polystachya haroldiana Rolfe
- Polystachya hastata Summerh.
- Polystachya heckeliana Schltr.
- Polystachya heckmanniana Kraenzl.
- Polystachya henrici Schltr.
- Polystachya hoehneana Kraenzl.
- Polystachya holmesiana P.J.Cribb
- Polystachya holstii Kraenzl.
- Polystachya humbertii H.Perrier
- Polystachya isochiloides Summerh.
- Polystachya johnstonii Rolfe
- Polystachya kaluluensis P.J.Cribb & la Croix
- Polystachya kermesina Kraenzl.
- Polystachya kingii Summerh.
- Polystachya kornasiana Szlach. & Olszewski
- Polystachya kubalae Szlach. & Olszewski
- Polystachya kupensis P.J.Cribb & B.J.Pollard
- Polystachya lacroixiana Geerinck
- Polystachya laurentii De Wild.
- Polystachya lawalreeana Geerinck
- Polystachya lawrenceana Kraenzl.
- Polystachya laxa R.Schust.
- Polystachya laxiflora Lindl.
- Polystachya lejolyana Stévart
- Polystachya leonardiana Geerinck
- Polystachya leonensis Rchb.f.
- Polystachya letouzeyana Szlach. & Olszewski
- Polystachya leucosepala P.J.Cribb
- Polystachya lindblomii Schltr.
- Polystachya lineata Rchb.f.
- Polystachya longiscapa Summerh.
- Polystachya lukwangulensis P.J.Cribb
- Polystachya macropoda Summerh.
- Polystachya maculata P.J.Cribb
- Polystachya mafingensis P.J.Cribb
- Polystachya magnibracteata P.J.Cribb
- Polystachya malilaensis Schltr.
- Polystachya masayensis Rchb.f.
- Polystachya mazumbaiensis P.J.Cribb & Podz.
- Polystachya mcvaughiana Soto Arenas
- Polystachya melanantha Schltr.
- Polystachya melliodora P.J.Cribb
- Polystachya meyeri P.J.Cribb & Podz.
- Polystachya micrantha Schltr.
- Polystachya microbambusa Kraenzl.
- Polystachya mildbraedii Kraenzl.
- Polystachya minima Rendle
- Polystachya modesta Rchb.f.
- Polystachya monolenis Summerh.
- Polystachya monophylla Schltr.
- Polystachya moniquetiana Stévart & Geerinck
- Polystachya moreauae P.J.Cribb & Podz.
- Polystachya mukandaensis De Wild.
- Polystachya mystacioides De Wild.
- Polystachya mzuzuensis P.J.Cribb & la Croix
- Polystachya nyanzensis Rendle
- Polystachya obanensis Rendle
- Polystachya oblanceolata Summerh.
- Polystachya odorata Lindl.
- Polystachya oligantha Schltr.
- Polystachya oreocharis Schltr.
- Polystachya ottoniana Rchb.f.
- Polystachya pachychila Summerh.
- Polystachya pamelae Eb.Fisch., Killmann & Nsanz.
- Polystachya paniculata (Sw.) Rolfe
- Polystachya parva Summerh.
- Polystachya parviflora Summerh.
- Polystachya pergibbosa H.Perrier
- Polystachya perrieri Schltr.
- Polystachya peruviana C.Nelson, J.Sutherl. & FernaldCasas
- Polystachya piersii P.J.Cribb
- Polystachya pinicola Barb.Rodr.
- Polystachya pobeguinii (Finet) Rolfe
- Polystachya pocsii P.J.Cribb
- Polystachya poikilantha Kraenzl.
- Polystachya polychaete Kraenzl.
- Polystachya porphyrochila J.Stewart
- Polystachya praecipitis Summerh.
- Polystachya principia Stévart & P.J.Cribb
- Polystachya proterantha P.J.Cribb
- Polystachya pseudodisa Kraenzl.
- Polystachya puberula Lindl.
- Polystachya pubescens (Lindl.) Rchb.f.
- Polystachya pudorina P.J.Cribb
- Polystachya purpureobracteata P.J.Cribb & la Croix
- Polystachya pyramidalis Lindl.
- Polystachya ramulosa Lindl.
- Polystachya reflexa Lindl.
- Polystachya reticulata Stévart & Droissart
- Polystachya retusiloba Summerh.
- Polystachya rhodochila Schltr.
- Polystachya rhodoptera Rchb.f.
- Polystachya ridleyi Rolfe
- Polystachya riomuniensis Stévart & Nguema
- Polystachya rivae Schweinf.
- Polystachya rolfeana Kraenzl.
- Polystachya rosea Ridl.
- Polystachya rosellata Ridl.
- Polystachya rugosilabia Summerh.
- Polystachya rupicola Brade
- Polystachya ruwenzoriensis Rendle
- Polystachya rydingii Baranow & Mytnik
- Polystachya saccata (Finet) Rolfe
- Polystachya samilae Eb.Fisch., Killmann, J.-P.Lebel & Delep.
- Polystachya sandersonii Harv.
- Polystachya seidenfadeniana Mytnik & Baranow
- Polystachya serpentina P.J.Cribb
- Polystachya seticaulis Rendle
- Polystachya setifera Lindl.
- Polystachya shega Kraenzl.
- Polystachya simacoana Schltr.
- Polystachya simplex Rendle
- Polystachya songaniensis G.Will.
- Polystachya sosefii Baranow & Mytnik
- Polystachya spatella Kraenzl.
- Polystachya stauroglossa Kraenzl.
- Polystachya stenophylla Schltr.
- Polystachya steudneri Rchb.f.
- Polystachya stewartiana Geerinck
- Polystachya stodolnyi Szlach. & Olszewski
- Polystachya stuhlmannii Kraenzl.
- Polystachya suaveolens P.J.Cribb
- Polystachya subdiphylla Summerh.
- Polystachya subulata Finet
- Polystachya subumbellata P.J.Cribb & Podz.
- Polystachya superposita Rchb.f.
- Polystachya supfiana Schltr.
- Polystachya teitensis P.J.Cribb
- Polystachya tenella Summerh.
- Polystachya tenuissima Kraenzl.
- Polystachya testuana Summerh.
- Polystachya thomensis Summerh.
- Polystachya transvaalensis Schltr.
- Polystachya tricuspidata Hoehne
- Polystachya tridentata Summerh.
- Polystachya troupiniana Geerinck
- Polystachya tsaratananae H.Perrier
- Polystachya tsinjoarivensis H.Perrier
- Polystachya uluguruensis P.J.Cribb & Podz.
- Polystachya undulata P.J.Cribb & Podz.
- Polystachya vaginata Summerh.
- Polystachya valentina la Croix & P.J.Cribb
- Polystachya victoriae Kraenzl.
- Polystachya villosa Rolfe
- Polystachya villosula Schltr.
- Polystachya virescens Ridl.
- Polystachya virginea Summerh.
- Polystachya vulcanica Kraenzl.
- Polystachya walravensiana Geerinck & Arbonn.
- Polystachya waterlotii Guillaumin
- Polystachya wightii Rchb.f.
- Polystachya winigeri Eb.Fisch. & Killmann
- Polystachya woosnamii Rendle
- Polystachya xerophila Kraenzl.
- Polystachya zambesiaca Rolfe
- Polystachya zuluensis L.Bolus

Selon Tropicos (10 septembre 2017) (Attention liste brute contenant possiblement des synonymes) :
- Polystachya abbreviata Rchb. f.
- Polystachya aconitiflora Summerh.
- Polystachya acridolens Summerh.
- Polystachya acuminata Summerh.
- Polystachya acutifolia Lindl. ex Kuntze
- Polystachya adansoniae Rchb. f.
- Polystachya aethiopica P.J. Cribb
- Polystachya affinis Lindl.
- Polystachya albescens Ridl.
- Polystachya albo-violacea Kraenzl.
- Polystachya alpina Lindl.
- Polystachya altilamellata Schltr.
- Polystachya amazonica Schltr.
- Polystachya anceps Ridl.
- Polystachya angularis Rchb. f.
- Polystachya angustifolia Summerh.
- Polystachya anthoceros la Croix & P.J. Cribb
- Polystachya appendiculata Kraenzl.
- Polystachya aristulifera Rendle
- Polystachya armeniaca la Croix & P.J. Cribb
- Polystachya ashantensis Kraenzl.
- Polystachya asper P.J. Cribb & Podz.
- Polystachya aurantiaca Schltr.
- Polystachya babilonii Geerinck
- Polystachya bancoensis W.J. van der Burg
- Polystachya batkoi Szlach. & Olszewski
- Polystachya beccarii Rchb. f. ex Martelli
- Polystachya bella Summerh.
- Polystachya bennettiana Rchb. f.
- Polystachya bequaertii Summerh.
- Polystachya bertauxiana Szlach. & Olszewski
- Polystachya bicalcarata Kraenzl.
- Polystachya bicarinata Rendle
- Polystachya bicolor Rolfe
- Polystachya bifida Lindl.
- Polystachya billietiana Geerinck
- Polystachya bipoda Stévart
- Polystachya biteaui P.J. Cribb, la Croix & Stévart
- Polystachya bituberculata Kraenzl.
- Polystachya boliviensis Schltr.
- Polystachya bracteosa Lindl.
- Polystachya bradei Schltr. ex Mansf.
- Polystachya brassii Summerh.
- Polystachya bruechertiae Eb. Fisch., Killmann & J.-P.Lebel
- Polystachya brugeana Geerinck
- Polystachya buchananii Rolfe
- Polystachya bulbophylloides Rolfe
- Polystachya busseana Kraenzl.
- Polystachya caduca Rchb. f.
- Polystachya caespitifica Kraenzl.
- Polystachya caespitosa Barb. Rodr.
- Polystachya caillei Guillaumet
- Polystachya calluniflora Kraenzl.
- Polystachya caloglossa Rchb. f.
- Polystachya calyptrata Kraenzl.
- Polystachya camaridioides Summerh.
- Polystachya campyloglossa Rolfe
- Polystachya canaliculata Summerh.
- Polystachya candida Kraenzl.
- Polystachya capensis Sond. ex Harv.
- Polystachya caquetana Schltr.
- Polystachya caracasana Rchb. f.
- Polystachya carnea Brongn.
- Polystachya carnosa P.J. Cribb & Podz.
- Polystachya caudata Summerh.
- Polystachya cavanayensis Garay & Dunst.
- Polystachya ceratistes Kraenzl.
- Polystachya cerea Lindl.
- Polystachya cingulata Rchb. f.
- Polystachya clareae Hermans
- Polystachya clavata Lindl.
- Polystachya coelogynochila Kraenzl.
- Polystachya colombiana Schltr.
- Polystachya comigera Schltr.
- Polystachya compereana Geerinck
- Polystachya composita Kraenzl.
- Polystachya concreta (Jacq.) Garay & H.R. Sweet
- Polystachya confusa Rolfe
- Polystachya conocharis Kraenzl. ex Engl.
- Polystachya convallarioidea Mansf.
- Polystachya cooperi Summerh.
- Polystachya coriacea Rolfe
- Polystachya coriscensis Rchb. f.
- Polystachya cornigera Schltr.
- Polystachya costaricensis Schltr.
- Polystachya couloniana Geerinck & Arbonn.
- Polystachya crassifolia Schltr.
- Polystachya cribbiana Geerinck
- Polystachya cubensis Schltr.
- Polystachya cucullata T. Durand & Schinz
- Polystachya cultriformis (Thouars) Lindl. ex Spreng.
- Polystachya cussetii Szlach. & Olszewski
- Polystachya d'agremondiana Kraenzl.
- Polystachya dagremondiana Kraenzl.
- Polystachya dalzielii Summerh.
- Polystachya dendrobiiflora Rchb. f.
- Polystachya dewanckeliana Geerinck
- Polystachya disiformis P.J. Cribb
- Polystachya disticha Rolfe
- Polystachya dixantha Rchb. f.
- Polystachya doggettii Rendle & Rolfe
- Polystachya dolichophylla Schltr.
- Polystachya dorotheae Rendle
- Polystachya duemmeriana Kraenzl.
- Polystachya dusenii Kraenzl.
- Polystachya ecuadorensis Schltr.
- Polystachya edwallii Hoehne & Schltr.
- Polystachya elastica Lindl.
- Polystachya elatior (Rchb. f.) Peraza & Carnevali
- Polystachya elegans Rchb. f.
- Polystachya ellenbeckiana Kraenzl.
- Polystachya elliotii Rendle
- Polystachya engongensis Stévart & Droissart
- Polystachya ensifolia Lindl.
- Polystachya epidendroides Schltr.
- Polystachya epiphytica De Wild.
- Polystachya erythrocephala Summerh.
- Polystachya estrellensis Rchb. f.
- Polystachya eurychila Summerh.
- Polystachya eurygnatha Summerh.
- Polystachya eusepala Kraenzl.
- Polystachya euspatha Kraenzl.
- Polystachya excelsa Kraenzl.
- Polystachya expansa Ridl.
- Polystachya extinctoria Rchb. f.
- Polystachya fabriana Geerinck
- Polystachya fallax Kraenzl.
- Polystachya fanorum Schltr.
- Polystachya fariae Campacci
- Polystachya farinosa Kraenzl.
- Polystachya fischeri Kraenzl.
- Polystachya flavescens (Blume) J.J. Sm.
- Polystachya flexuosa (Rolfe) Schltr.
- Polystachya foliosa (Hook.) Rchb. f.
- Polystachya fractiflexa Summerh.
- Polystachya fulvilabia Schltr.
- Polystachya fusiformis (Thouars) Lindl.
- Polystachya gabonensis Summerh.
- Polystachya galeata Rchb. f.
- Polystachya galericulata Rchb. f.
- Polystachya geniculata Summerh.
- Polystachya geraensis Barb. Rodr.
- Polystachya gerrardii Harv.
- Polystachya gilletii De Wild.
- Polystachya glaberrima Schltr.
- Polystachya goetzeana Kraenzl.
- Polystachya golungensis Rchb. f.
- Polystachya gracilenta Kraenzl.
- Polystachya gracilis De Wild.
- Polystachya graminoides Kraenzl.
- Polystachya grandiflora Lindl.
- Polystachya greatrexii Summerh.
- Polystachya guatemalensis Schltr.
- Polystachya guerzorum A. Chev.
- Polystachya hamiltonii W.W. Sm.
- Polystachya haroldiana Rolfe
- Polystachya hastata Summerh.
- Polystachya heckeliana Schltr.
- Polystachya heckmanniana Kraenzl.
- Polystachya henrici Schltr.
- Polystachya hislopii Rolfe
- Polystachya hoehneana Kraenzl.
- Polystachya hollandii L. Bolus
- Polystachya holmesiana P.J. Cribb
- Polystachya holochila Schltr.
- Polystachya hologlossa (P.J. Cribb & la Croix) Szlach. & Olszewski
- Polystachya holstii Kraenzl.
- Polystachya holtzeana Kraenzl.
- Polystachya huebneri Schltr.
- Polystachya humberti H. Perrier
- Polystachya huyghei De Wild.
- Polystachya hypocrita Rchb. f.
- Polystachya imbricata Rolfe
- Polystachya inaperta Guillaumin
- Polystachya inconspicua Rendle
- Polystachya ionocharis Kraenzl.
- Polystachya isochiloides Summerh.
- Polystachya johnsonii Kraenzl.
- Polystachya johnstonii Rolfe
- Polystachya jubaultii Pailler
- Polystachya juergensii Schltr.
- Polystachya jussieuana Rchb. f.
- Polystachya kaessnerana Kraenzl.
- Polystachya kaluluensis P.J. Cribb & la Croix
- Polystachya kermesina Kraenzl.
- Polystachya kerstingii Schltr. ex Mansf.
- Polystachya kiessleri Schltr.
- Polystachya kilimanjari Kraenzl.
- Polystachya kindtiana De Wild.
- Polystachya kingii Summerh.
- Polystachya kirkii Rolfe
- Polystachya kornasiana Szlach. & Olszewski
- Polystachya kraenzliana Pabst
- Polystachya kraenzliniana Pabst
- Polystachya kraenzlinii Rolfe
- Polystachya kubalae Szlach. & Olszewski
- Polystachya kupensis P.J. Cribb & B.J. Pollard
- Polystachya lacroixiana Geerinck
- Polystachya latifolia De Wild.
- Polystachya latilabris Summerh.
- Polystachya laurentii De Wild.
- Polystachya lawalreana Geerinck
- Polystachya lawrenceana Kraenzl.
- Polystachya laxa R. Schust.
- Polystachya laxiflora Lindl.
- Polystachya lehmbachiana Kraenzl.
- Polystachya lejolyana Stévart
- Polystachya leonardiana Geerinck
- Polystachya leonensis Rchb. f.
- Polystachya lepidantha Kraenzl.
- Polystachya letouzeyana Szlach. & Olszewski
- Polystachya lettowiana Kraenzl.
- Polystachya leucorhoda Kraenzl.
- Polystachya leucosepala P.J. Cribb
- Polystachya liberica Rolfe
- Polystachya ligulifolia Summerh.
- Polystachya lindblomii Schltr.
- Polystachya lindleyana Harv.
- Polystachya lineata Rchb. f.
- Polystachya longevaginata Kraenzl.
- Polystachya longi Chiov.
- Polystachya longiscapa Summerh.
- Polystachya lujae De Wild.
- Polystachya lukwangulensis P.J. Cribb
- Polystachya luteola (Sw.) Hook.
- Polystachya macrantha Lindl. ex Hook.
- Polystachya macropetala Kraenzl.
- Polystachya macropoda Summerh.
- Polystachya maculata P.J. Cribb
- Polystachya mafingensis P.J. Cribb & la Croix
- Polystachya magnibracteata P.J. Cribb
- Polystachya malilaensis Schltr.
- Polystachya mannii Rolfe
- Polystachya masayensis Rchb. f.
- Polystachya mauritiana Spreng.
- Polystachya mayombensis De Wild.
- Polystachya mazumbaiensis P.J. Cribb & Podz.
- Polystachya mcvaughiana Soto Arenas
- Polystachya megalogenys Summerh.
- Polystachya melanantha Schltr.
- Polystachya melliodora P.J. Cribb
- Polystachya membranacea A. Rich.
- Polystachya meyeri P.J. Cribb & Podz.
- Polystachya micrantha Schltr.
- Polystachya microbambusa Kraenzl.
- Polystachya micropetala Rolfe
- Polystachya mildbraedii Kraenzl.
- Polystachya minima Rendle
- Polystachya minor Fawc. & Rendle
- Polystachya minuta A. Rich. & Galeotti
- Polystachya minutiflora Ridl.
- Polystachya miranda Kraenzl.
- Polystachya modesta Rchb. f.
- Polystachya moniquetiana Stévart & Geerinck
- Polystachya monolenis Summerh.
- Polystachya monophylla Schltr.
- Polystachya montiquetiana Stévart & Geerinck
- Polystachya moreauae P.J. Cribb & Podz.
- Polystachya mukandaensis De Wild.
- Polystachya multiflora Ridl.
- Polystachya musozensis Rendle
- Polystachya mystacioides De Wild.
- Polystachya mzuzuensis P.J. Cribb & la Croix
- Polystachya nana Klotzsch
- Polystachya natalensis Rolfe
- Polystachya neobenthamia Schltr.
- Polystachya nigerica Rendle
- Polystachya nigrescens Rendle
- Polystachya nitidula Rchb. f.
- Polystachya nyanzensis Rendle
- Polystachya obanensis Rendle
- Polystachya oblanceolata Summerh.
- Polystachya odorata Lindl.
- Polystachya oligantha Schltr.
- Polystachya oligophylla Schltr.
- Polystachya oreocharis Schltr.
- Polystachya orophila Stévart & E. Bidault
- Polystachya ottoniana Rchb. f.
- Polystachya oxychila Schltr. ex Kraenzl.
- Polystachya pachychila Summerh.
- Polystachya pachyglossa Rchb. f.
- Polystachya pachyrhiza Kraenzl.
- Polystachya pamelae Eb. Fisch., Killmann & Nsanz.
- Polystachya panamensis Schltr.
- Polystachya paniculata (Sw.) Rolfe
- Polystachya parva Summerh.
- Polystachya parviflora Summerh.
- Polystachya paulensis Rchb. f.
- Polystachya penangensis Ridl.
- Polystachya perigibbosa H. Perrier
- Polystachya perrieri Schltr.
- Polystachya peruviana C. Nelson & Fern. Casas
- Polystachya phiriae Fibeck
- Polystachya piersii P.J. Cribb
- Polystachya pinicola Barb. Rodr.
- Polystachya pisobulbon Kraenzl.
- Polystachya platybulbon (Schltr.) Kraenzl.
- Polystachya plehniana Schltr.
- Polystachya pleistantha Kraenzl.
- Polystachya pobeguinii (Finet) Rolfe
- Polystachya pocsii P.J. Cribb
- Polystachya poeppigii Schltr.
- Polystachya poikilantha Kraenzl.
- Polystachya polychaete Kraenzl.
- Polystachya polyphylla Summerh.
- Polystachya porphyrochila J. L. Stewart
- Polystachya powellii Ames
- Polystachya praealta Kraenzl.
- Polystachya praecipitis Summerh.
- Polystachya preussii Kraenzl.
- Polystachya principia Stévart & P.J. Cribb
- Polystachya proterantha P.J. Cribb
- Polystachya pseudo-disa Kraenzl.
- Polystachya puberula Lindl.
- Polystachya pubescens Rchb. f.
- Polystachya pudorina P.J. Cribb
- Polystachya pumila (Sw.) Kraenzl.
- Polystachya purpurea Wight
- Polystachya purpureo-alba Kraenzl.
- Polystachya purpureobracteata P.J. Cribb ex la Croix
- Polystachya pyramidalis Lindl.
- Polystachya quinqueloba Klinge
- Polystachya ramosa Gardner ex Thwaites
- Polystachya ramulosa Lindl.
- Polystachya reflexa Lindl.
- Polystachya reichenbachiana Kraenzl.
- Polystachya rendlei Rolfe
- Polystachya repens Rolfe
- Polystachya reticulata Stévart & Droissart
- Polystachya retusiloba Summerh.
- Polystachya rhodochila Schltr.
- Polystachya rhodoptera Rchb. f.
- Polystachya ridleyi Rolfe
- Polystachya rigidula Rchb. f.
- Polystachya riomuniensis Stévart & Nguema
- Polystachya rivae Schweinf.
- Polystachya rolfeana Kraenzl.
- Polystachya rosea Ridl.
- Polystachya rosellata Ridl.
- Polystachya rufinula Rchb. f.
- Polystachya rugosilabia Summerh.
- Polystachya rupicola Brade
- Polystachya ruwenzoriensis Rendle
- Polystachya rydingii Baranow & Mytnik
- Polystachya sabulosa Schltr. ex Engl.
- Polystachya saccata (Finet) Rolfe
- Polystachya sandersonii Harv.
- Polystachya schinziana Kraenzl.
- Polystachya serpentina P.J. Cribb
- Polystachya seticaulis Rendle
- Polystachya setifera Lindl.
- Polystachya shega Kraenzl.
- Polystachya shirensis Rchb. f.
- Polystachya siamensis Ridl.
- Polystachya simacoana Schltr.
- Polystachya similis Rchb. f.
- Polystachya simoniana Kraenzl.
- Polystachya simplex Rendle
- Polystachya singapurensis Ridl.
- Polystachya smytheana Rolfe
- Polystachya songaniensis G. Williamson
- Polystachya spatella Kraenzl.
- Polystachya spiranthoides Kraenzl.
- Polystachya stauroglossa Kraenzl.
- Polystachya stenophylla Schltr.
- Polystachya steudneri Rchb. f.
- Polystachya stewartiana Geerinck
- Polystachya stodolnyi Szlach. & Olszewski
- Polystachya striata De Wild.
- Polystachya stricta Rolfe
- Polystachya stuhlmannii Kraenzl.
- Polystachya suaveolens P.J. Cribb
- Polystachya subcorymbosa Kraenzl.
- Polystachya subdiphylla Summerh.
- Polystachya subulata Finet
- Polystachya subumbellata P.J. Cribb & Podz.
- Polystachya sulfurea A. Br.
- Polystachya superposita Rchb. f.
- Polystachya supfiana Schltr.
- Polystachya talbotii Rolfe
- Polystachya tayloriana Rendle
- Polystachya teitensis P.J. Cribb
- Polystachya tenella Summerh.
- Polystachya tenuissima Kraenzl.
- Polystachya tessellata Lindl.
- Polystachya testuana Summerh.
- Polystachya thomensis Summerh. ex Exell
- Polystachya transvaalensis Schltr.
- Polystachya tricruris Rchb. f.
- Polystachya tricuspidata Hoehne
- Polystachya tridentata Summerh.
- Polystachya trigonochila Kraenzl.
- Polystachya troupiniana Geerinck
- Polystachya tsaratananae H. Perrier
- Polystachya tsinjoarivensis H. Perrier
- Polystachya ugandae Kraenzl.
- Polystachya uluguruensis P.J. Cribb & Podz.
- Polystachya undulata P.J. Cribb & Podz.
- Polystachya uniflora De Wild.
- Polystachya usambarensis Schltr.
- Polystachya vaginata Summerh.
- Polystachya valentina la Croix & P.J. Cribb
- Polystachya victoriae Kraenzl.
- Polystachya villosa Rolfe
- Polystachya villosula Schltr.
- Polystachya virescens Ridl.
- Polystachya virgata Schltr.
- Polystachya virginea Summerh.
- Polystachya vulcanica Kraenzl.
- Polystachya wahisiana De Wild.
- Polystachya walravensiana Geerinck & Arbonn.
- Polystachya waterlotii Guillaumin
- Polystachya weigeltii Rchb. f.
- Polystachya wightii Rchb. f.
- Polystachya winigeri Eb. Fisch. & Killmann
- Polystachya winkleri Schltr.
- Polystachya woosnamii Rendle
- Polystachya xerophila Kraenzl.
- Polystachya zambesiaca Rolfe
- Polystachya zanguebarica Rolfe
- Polystachya zeylanica Lindl.
- Polystachya zollingeri Rchb. f.
- Polystachya zuluensis L. Bolus